# Лоран Руссе
Лоран Руссе (фр. Laurent Roussey, нар. 27 грудня 1961, Ліон) — французький футболіст, що грав на позиції нападника. По завершенні ігрової кар'єри — тренер.
Виступав, зокрема, за клуб «Сент-Етьєн», а також національну збірну Франції.
Чемпіон Франції.

## Клубна кар'єра
Народився 27 грудня 1961 року в місті Ліон.
У дорослому футболі дебютував 1977 року виступами за команду «Сент-Етьєн», у якій провів шість сезонів, взявши участь у 141 матчі чемпіонату. Більшість часу, проведеного у складі «Сент-Етьєна», був основним гравцем атакувальної ланки команди.
Згодом з 1983 по 1989 рік грав у складі команд «Тулуза», «Тулон», «Олімпік» (Алес) та «Лозанна».
Завершив ігрову кар'єру у команді «Ред Стар», за яку виступав протягом 1989—1991 років.

## Виступи за збірну
У 1982 році дебютував в офіційних матчах у складі національної збірної Франції. Загалом протягом кар'єри в національній команді, яка тривала 1 рік, провів у її формі 2 матчі, забивши один гол.

## Кар'єра тренера
Розпочав тренерську кар'єру, повернувшись до футболу після невеликої перерви, 1995 року, очоливши тренерський штаб клубу «Руан».
У 2001 році став головним тренером команди «Сьйон», тренував команду зі Сьйона один рік.
Згодом протягом 2007–2008 років очолював тренерський штаб клубу «Сент-Етьєн».
У 2011 році прийняв пропозицію попрацювати у клубі «Сьйон». Залишив команду зі Сьйона 2012 року.
Протягом одного року, починаючи з 2012, був головним тренером команди «Лозанна».
У 2013 році запрошений керівництвом клубу «Сьйон» очолити його команду, з якою пропрацював до 2014 року.
Протягом тренерської кар'єри також очолював команду «Кретей», а також входив до тренерських штабів клубів «Лілль» та «Сент-Етьєн».
Наразі останнім місцем тренерської роботи був клуб «Ліон-Дюшер», головним тренером команди якого Лоран Руссе був з 2019 по 2020 рік.

## Титули і досягнення

### Як гравця
- Чемпіон Франції (1):

«Сент-Етьєн»: 1980-81